# Dasybasis transversa
Dasybasis transversa är en tvåvingeart som först beskrevs av Walker 1854.  Dasybasis transversa ingår i släktet Dasybasis och familjen bromsar. Inga underarter finns listade i Catalogue of Life.